# Латинство
Лати́нство (лати́няне) — общепринятый термин в средневековой русской литературе для обозначения католицизма. В более позднее время часто имеет негативную коннотацию. Происхождение связано с использованием латинского языка в качестве богослужебного.
В контексте отношений между грекокатоликами и католиками латинского обряда может относиться к последним в более узком смысле.

## История отношения в Русской церкви
Собор, состоявшийся в 1620 году в Москве при Патриархе Филарете подтвердил сложившуюся в Русской церкви практику перекрещивать «латинян» при их присоединении к православию, то есть присоединять по 1-му чину, предусмотренному для иноверцев и язычников.
Практика перекрещивания в Москве была отменена Большим Московским Собором 1666-67 года по настоянию Антиохийского Патриарха Макария III, при этом ссылались на Константинопольский собор 1484 года. Собор в Константинополе (Константинопольский Патриархат) 1757 года принял решение о «перекрещивании латинян»; но Российскою церковью решение воспринято не было.
16 декабря 1969 Священный синод постановил: «В порядке разъяснения уточнить, что в тех случаях, когда старообрядцы и католики обращаются в Православную Церковь за совершением над ними святых таинств, это не возбраняется».
В своём содокладе Экуменическая деятельность Русской Православной Церкви на Поместном Соборе 1971 года митрополит Никодим подчеркнул значение этого решения: «Считаю необходимым отметить решение Святейшего Патриарха Алексия и Священного Синода от 16 декабря 1969 года, продиктованное душепопечительной заботой нашей Церкви о своих братьях во Христе, согласно которому священнослужители Московского Патриархата получили разрешение преподавать благодать святых таинств католикам и старообрядцам в случаях крайней в сем духовной необходимости для последних и при отсутствии на местах их священников, поскольку мы имеем общую с ними веру в отношении таинств». Поместный Собор РПЦ в 1971 году одобрил данное решение в числе всех прочих, принятых Священным Синодом за истекший период деятельности.
29 июля 1986 Священный синод «имел суждение о Разъяснении Священного Синода от 16 декабря 1969 года о допуске в порядке икономии к Святым Тайнам римокатоликов. Постановили: Ввиду поступающих запросов по поводу данного Разъяснения Священный Синод сообщает, что практика эта не получила развития, и определяет отложить применение синодального Разъяснения от 16 декабря 1969 года до решения этого вопроса Православной Полнотой».